# 김유진 (남자 축구 선수)
김유진(金裕晋, 1983년 6월 19일 ~ )은 대한민국의 전직 축구 선수이다.